# Сенькино (Тверская область)
Сенькино — деревня в Кимрском районе Тверской области. Входит в состав Приволжского сельского поселения.

## География
Находится в юго-восточной части Тверской области на расстоянии приблизительно 16 км на северо-восток по прямой от районного центра города Кимры на правом берегу реки Хотча.

## История
Известна с 1628 года. В 1780 году отмечалась как сельцо с 8 дворами. В XIX веке учитывалась как деревни Старое и Новое Сенькино. В 1859 году здесь (территория Калязинского уезда Тверской губернии) было учтено 3 двора в Старом Сенькино и 4 двора В Новом.

## Население
Численность населения: 102 человека (1851 год), 33 человека в Старом Сенькино и 24 в Новом (1859 год), 16 (русские 94 %) в 2002 году, 15 в 2010.